# Pavetta akeassii
Pavetta akeassii är en måreväxtart som beskrevs av J.B.Hall. Pavetta akeassii ingår i släktet Pavetta och familjen måreväxter. Inga underarter finns listade i Catalogue of Life.